# Sybra apicevittata
Sybra apicevittata là một loài bọ cánh cứng trong họ Cerambycidae.